# Слободян Степан Петрович
Слободян Степан Петрович («Єфрем», «Клим», «Роман», «-м», «Via 0-5», «05», «12», «0-5»; 1923, с. Синьків Заліщицького р-ну Тернопільської обл. — 18.11.1950, біля с. Бережниця Калуського р-ну Івано-Франківської обл.) — лицар Срібного хреста заслуги УПА та Бронзового хреста бойової заслуги УПА.

## Життєпис
Освіта — незакінчена середня: навчався у Станиславівській гімназії. Військовий референт Юнацтва ОУН Тернопільського обласного проводу ОУН (1942—1944), політвиховник старшинської школи «Олені» (04.-05.1944), начальник політвиховного відділу штабу ВО-4 «Говерла» (08.1944-07.1946) і одночасно співробітник осередку пропаганди Карпатського крайового проводу ОУН (1945—1946), референт пропаганди (07.1946-06.1949), а відтак керівник (06.1949-11.1950) Карпатського крайового проводу ОУН, член Проводу ОУН (1950). Загинув в оточеній криївці. Застрелився, щоб не потрапити живим у руки ворога (за іншими даними — при спробі прориву). Старший булавний (?), хорунжий-виховник (15.04.1945), поручник-виховник (22.01.1946), сотник-політвиховник (18.11.1950) УПА.

## Нагороди
- Згідно з Наказом крайового військового штабу УПА-Захід ч. 20 від 15.08.1946 р. сотник УПА, начальник політвиховного відділу штабу воєнної округи 4 «Говерля» Степан Слободян — «Клим» нагороджений Бронзовим хрестом бойової заслуги УПА.
- Згідно з Постановою УГВР від 23.08.1948 р. і Наказом Головного військового штабу УПА ч. 2/48 від 2.09.1948 р. сотник УПА, референт пропаганди Карпатського крайового проводу ОУН Степан Слободян — «Клим» нагороджений Срібним хрестом заслуги УПА.
- Відзначений Вирізненням у Наказі КВШ УПА-Захід (1.01.1946) та ВО 4 «Говерля» (20.01.1946).

## Вшанування пам'яті
- 24.08.2018 р. від імені Координаційної ради з вшанування пам'яті нагороджених Лицарів ОУН і УПА у с. Золота Слобода Козівського р-ну Тернопільської обл. Бронзовий хрест бойової заслуги УПА (№ 072) та Срібний хрест заслуги УПА (№ 052) передані Олександрі Войчишин, племінниці Степана Слободяна — «Клима».